# Dai Hong Dan
Le Dai Hong Dan est un navire de transport nord-coréen lancé en 1978.

## Historique
Il détourné par des pirates somaliens le 29 octobre 2007, près de Mogadiscio. L'équipage a réussi à reprendre le contrôle du navire en prenant d'assaut la passerelle et les salles de machines principales, tuant un pirate dans l'action. Six marins coréens ont été blessés durant l'assaut, incluant trois critiquement. 
Un destroyer de la marine américaine, le USS James E. Williams, était le navire le plus proche. Après avoir atteint la scène, James E. Williams a déployé un hélicoptère ayant à bord une équipe spécialisée. Des officiers médicaux ont administré des soins aux marins blessés,.